# Црква Светог апостола и јеванђелиста Марка у Водицaма
Црква Светог апостола и јеванђелиста Марка у Водицaма, насељеном месту на територији града Прокупље, припада Епархији нишкој Српске православне цркве. Подигнута је 1994. и посвећена је Светом апостолу и јеванђелисти Марку.
Црква је подигнута на месту где се налазе остаци старијег храма из непознатог периода. Храм је по предању био посвећен светом Апостолу и Јеванђелисти Марку. Црквиште се налази на шумској парцели која припада цркви. Црква је саграђена трудом и средствима мештана села Водице. Народ се овде сабира на празник Светог Апостола и Јеванђелисте Марка.